# Cmentarz staromiejski w Łodzi
Cmentarz staromiejski w Łodzi – cmentarz powstał najpewniej wraz z łódzką parafią pw. Wniebowzięcia Najświętszej Marii Panny i znajdował się wokół kościoła parafialnego na obecnym placu Kościelnym w Łodzi.
Do naszych czasów zachował się tylko jeden nagrobek, kryjący szczątki Macieja Wyszyńskiego – właściciela podłódzkiej huty szkła we wsi Żabieniec lub Radogoszcz, zmarłego 11 czerwca 1822 roku w wieku trzydziestu ośmiu lat.